# Fota (geslacht)
Fota is een geslacht van vlinders van de familie uilen (Noctuidae), uit de onderfamilie Hadeninae.

## Soorten
- F. armata Grote, 1882
- F. minorata Grote, 1882